# Ален (Арон)
Ален (фр. Alène) је река у Француској. Дуга је 56 km. Улива се у Арон. 